# Thomas Mitchell (explorador)
Sir Thomas Livingstone Mitchell (15 de junho de 1792 – 5 de outubro de 1855), foi um tenente-coronel agrimensor e explorador do sudeste da Austrália, nasceu em Grangemouth em Stirlingshire, na Escócia. Em 1827, foi apontado como Assistente do Agrimensor Geral de Nova Gales do Sul. No ano seguinte, ele tornou-se Agrimensor Geral e permaneceu nesta posição até a sua morte. Mitchell foi condecorado, em 1839, por sua contribuição para a agrimensura da Austrália.

É também recordado por ser o último na Austrália a desafiar alguém para um duelo. Em setembro de 1851, desafiou Stuart Alexander Donaldson (que viria a ser primeiro-ministro de Nova Gales do Sul) em resposta a críticas públicas deste último à gestão de Mitchell do orçamento do seu departamento. O duelo de pistola tomou lugar em Sidney a 27 de setembro de 1851, com ambos a falharem o alvo, Mitchell atingindo o chapéu de Donaldson.